# Gamla apoteket, Hedemora
Gamla apoteket (Apoteket Gustaf Wasa) är en byggnad i Hedemora, Dalarnas län.
Huset byggdes troligen 1779 av handelsmannen Eric Hult och är ett byggnadsminne sedan 2010. Huset blev apotek först 1849, då apotekare C. A. Ruth köpte huset. 1897 byggdes huset om, efter ritningar av Lars Israel Wahlman. Ytterligare ändringar gjordes 1931 och 1934, främst gällande fasaden mot Långgatan. 1935 tillkom bad och vattenklosett, vissa rum och fönster ändrades. 1947 modifierades den nordvästra flygeln. 1953 och 1955 gjordes ytterligare ändringar, gällande laboratoriet, uthuset och garaget. För att ytterligare passa gällande riktlinjer för apoteksverksamhet gjordes fler ändringar av byggnaden 1965 respektive 1967.

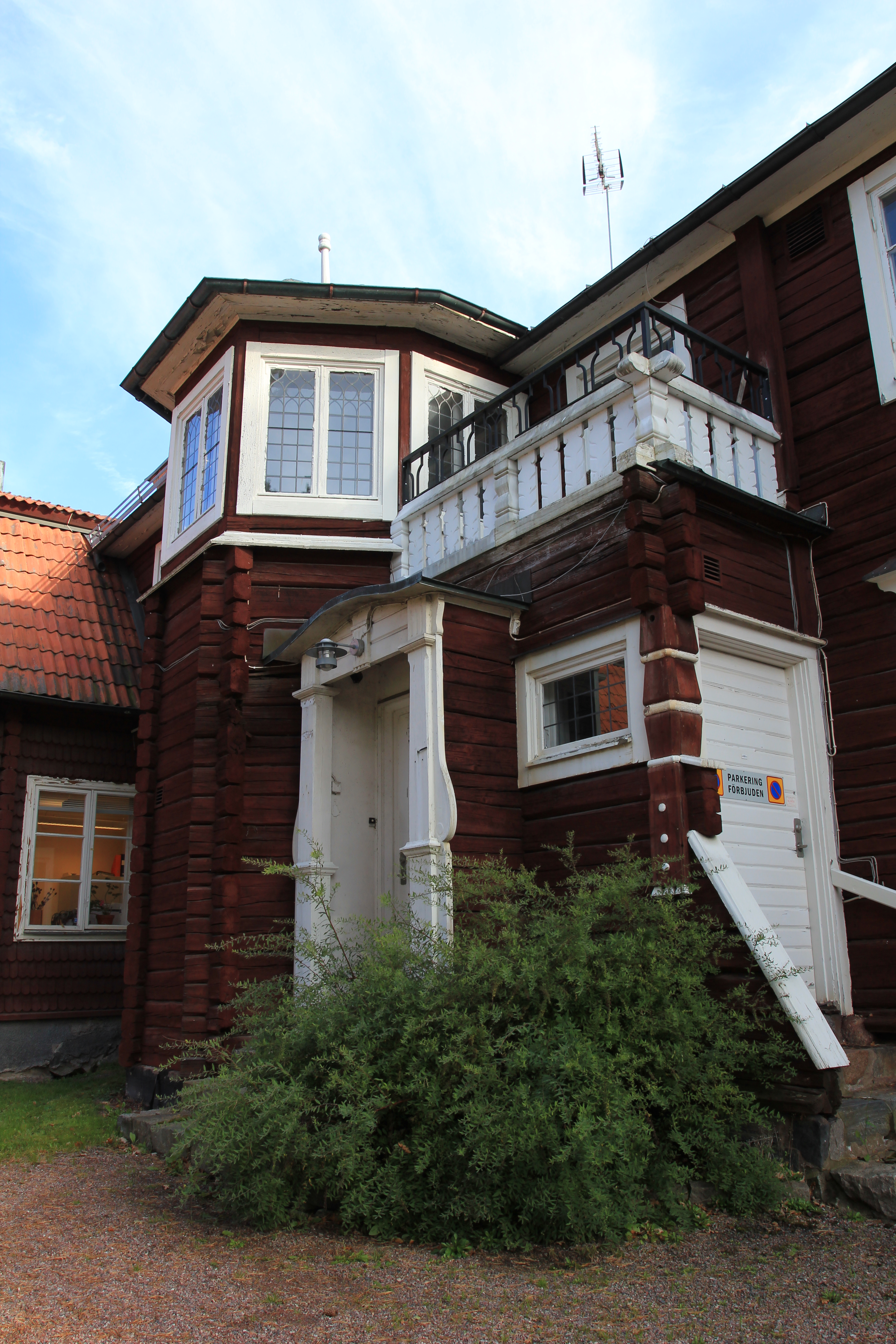
Del av gamla apoteket sedd från innergården.

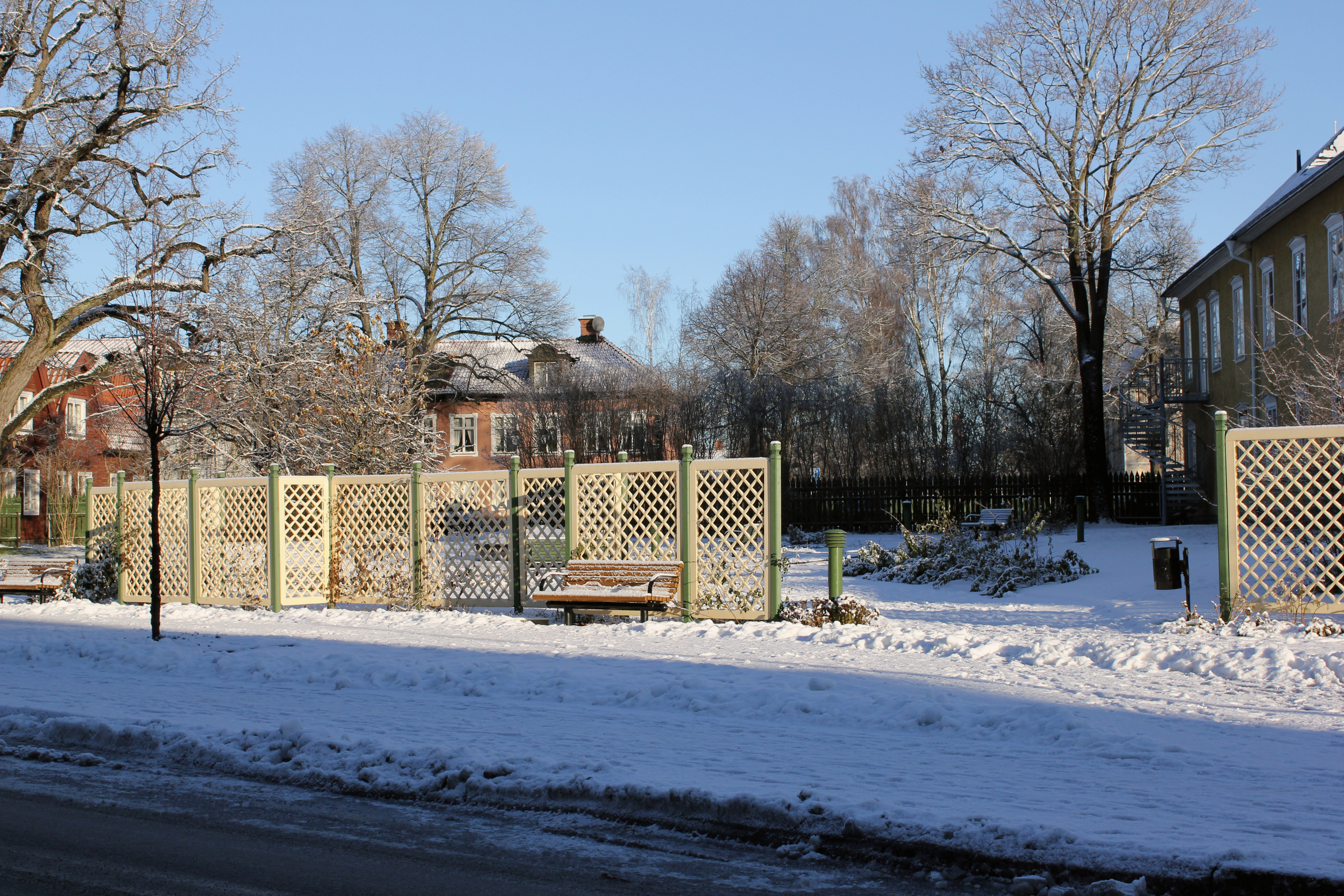
Apoteksträdgården.

Statliga Apoteksbolaget tog över verksamheten 1971 och 1988 upphörde apoteksverksamheten i byggnaden, då stadens apotek flyttades till Åsgatan, senare till Tjädernhuset. Namnet Gustaf Wasa följde med verksamheten till båda dessa ställen. Fram till 2013 låg stadens turistbyrå och kultur- och fritidsförvaltning till i det röda trähuset och fackförbundet Kommunal i den vita stenbyggnaden. Tidigare låg även stadens ungdomsmottagning i trähuset, med ingång från innergården. Under våren 2013 flyttade Turistbyrån sin verksamhet till stadens järnvägsstation. Idag (2017) är huvudbyggnaden café och byggnadsvårdsbutik.
Mellan apotekshuset och Hedemora stadshotell ligger parken Apoteksträdgården, där stadens första apotek uppfördes efter den första stadsbranden 1754, som dock brann ner i den andra stadsbranden 1849. Parken var under apotekets dagar en örtagård med klassiska läkeväxter, något som har återanlagts. Även ett malmstycke från Garpenbergs gruva har lagts ut som en dekoration i parken.